# 石質土
石質土為一種含有一定量石塊的土壤，主要由許多碎石塊所組成，由於其表面或內部大部分由石塊所組成，所以並不適合用來作為農業用地。這種土壤在台灣常見。主要可以分為以石塊為主的粗骨土以及以土壤為主的胚胎土。

## 粗骨土
粗骨土主要是由大量的母岩崩解物石塊所組成，這是土壤形成初期時的第一步驟。岩石在經過風化之後會先崩解為較小塊的石塊，另外雖然會產生少許土壤，但因為其土粒還是過於粗大，所以還不是細緻的土壤，而且粗骨土的土層都很薄。主要分布於臺中市八仙山；宜蘭縣龜山一帶、礁溪以北、以及蘇澳至南方澳之間。

## 胚胎土
胚胎土亦稱為原始土，是一種薄層的土壤，並有豐厚的有機質，在土層的下方還是以堅硬的岩石層為主，其表層為大量的苔蘚與腐植質覆蓋。主要分布在台灣的中央山脈兩千公尺以下的原始林內。